# Jilavele
Jilavele – wieś w Rumunii, w okręgu Jałomica, w gminie Jilavele. W 2011 roku liczyła 3096 mieszkańców.